# Табарц (Тириншка шума)
Табарц (њем. Tabarz/Thüringer Wald) град је у њемачкој савезној држави Тирингија. Једно је од 57 општинских средишта округа Гота. Према процјени из 2010. у граду је живјело 4.093 становника. Посједује регионалну шифру (AGS) 16067064.

## Географски и демографски подаци
Табарц се налази у савезној држави Тирингија у округу Гота. Град се налази на надморској висини од 400–440 метара. Површина општине износи 21,1 km². У самом граду је, према процјени из 2010. године, живјело 4.093 становника. Просјечна густина становништва износи 194 становника/km².

## Међународна сарадња
| Мјесто | Држава    | Врста сарадње | Од    |
| ------ | --------- | ------------- | ----- |
|        | Француска | партнерство   | 2006. |
| Кецел  | Мађарска  | пријатељство  | 1986. |
|        | Француска | партнерство   | 1991. |
| Извор  |           |               |       |